# Міжнародна конференція очільників військових капеланів
Міжнародна конференція  військових капеланів (англ. International Military Chiefs of Chaplains Conference)- це організація головних лідерів національних груп військових капеланів . Почавши конференцію глав капеланств країн альянсу НАТО, вона розширила свою участь. 
У лютому 1990 року Європейське командування США (USEUCOM) скликало і приймало конференцію начальників капеланів НАТО в Штутгарті, Німеччина .  У 1991 році відбулася друга конференція в церкві, Британській армії Рейну, Люббеке, Німеччина. Під час обговорень назву конференції було змінено на Конференцію начальників капеланів Північної Америки / Європи . Учасники також обговорили можливість розширення форуму, щоб включити країни колишнього Варшавського договору.  Наступного року, у лютому 1992 р., Конференція вперше проходила за межами Німеччини - в Римі, Італія. Конференцію організували USEUCOM та Міністерство оборони Італії . Спільне спонсорство USEUCOM та Міністерства оборони країни-господаря конференції стали моделлю для майбутніх конференцій. Крім того, назву конференції було змінено на "Міжнародну конференцію очільників військових капеланів".  
У наступні роки конференція додатково розширилася і охопила начальників капеланів інших країн, що знаходяться в зоні відповідальності USEUCOM - сфери, яка включала багато країн Африки до створення Командування Сполучених Штатів Африки (USAFRICOM). Врешті-решт, будь-який начальник капеланів (або Головний капелан, еквівалентний термін, що використовується багатьма країнами) був вітаний з військових будь-якої нації, і незабаром до конференції були включені учасники з країн, що були далекі від штаб-квартири USEUCOM, як Австралія та Південна Корея. Крім того, деякі країни, які не мали військових капеланів, почали направляти представників, які займаються питаннями релігії для військовослужбовців, - а в деяких випадках ця участь сприяла встановленню капеланства цієї нації. У 1997 році назву конференції вкотре було змінено на "Міжнародну військову конференцію начальників капеланів", її нинішню назву.     
[джерело?]
На Конференції Голів військових капеланів капеланів 1999 року, що знаходилась поза межами Відня, Австрія, понад 90 капеланів із 33 країн обговорили можливість створення капеланової ради для НАТО. 
Оскільки не всі країни були представлені, генеральний капелан Південноафриканських сил національної оборони (SANDF), бригадний генерал М. Корнеліссен - від імені начальника SANDF - запропонував співприймати першу Міжнародну конференцію військових начальників капеланів у Кейп. Місто, Південна Африка . 
Міжнародна конференція начальників капеланів 2009 року відбулася в Кейптауні, Південна Африка,  вперше конференція відбулася за межами Європи.[джерело?]
Деякі країни, що беруть участь у цих конференціях, мають одного начальника капеланів або генерального капелана, як це відбувається у Канаді та Південній Африці. Інші країни, включаючи США, мають по одному начальнику капеланів для кожної гілки збройних сил.  У багатьох інших країнах один начальник капеланів призначається для кожної основної релігійної або віросповідної групи, представленої значною кількістю їх військових. 